# Bombe (équitation)
Pour les articles homonymes, voir Bombe.

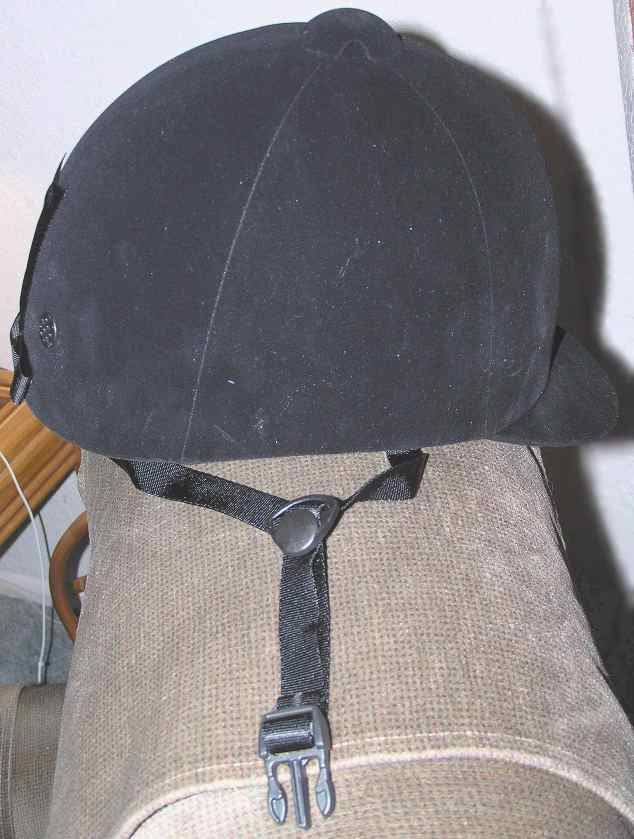
Une bombe, de modèle ancien et classique.

La bombe, autrefois appelée « toque » mais de plus en plus souvent nommée casque, est la protection que les cavaliers portent sur la tête pour pratiquer l'équitation. Elle sert à amortir les chocs, en particulier à prévenir les traumatismes crâniens qui pourraient survenir des suites d'une chute de cheval, en contact avec une surface dure ou les pieds du cheval. Une bombe homologuée est ainsi obligatoire dans la pratique de nombreuses activités équestres, en particulier celles qui impliquent des vitesses élevées comme le hippisme, le saut d'obstacles, le concours complet et l'endurance. Il y a cependant des différences importantes en termes de culture, les pratiquants de l'équitation western ne portant généralement pas de bombe. 

## Description
Une bombe classique se compose d'une protection hémisphérique renforcée par une coque, généralement recouverte de velours noir, avec une visière. Il existe de nombreux modèles. Les plus simples ne protègent que le crâne et tiennent peu en place. Les plus élaborés comportent une visière souple, une mentonnière, une protection de nuque et trois points d'attache. En Europe, les bombes sont soumises à une norme, EN-1384, qui stipule qu'elles doivent comporter trois points d'attache. La bombe peut être recouverte de velours à l'extérieur, mais les modèles récents s'attachent plutôt sous la gorge que sur le menton.

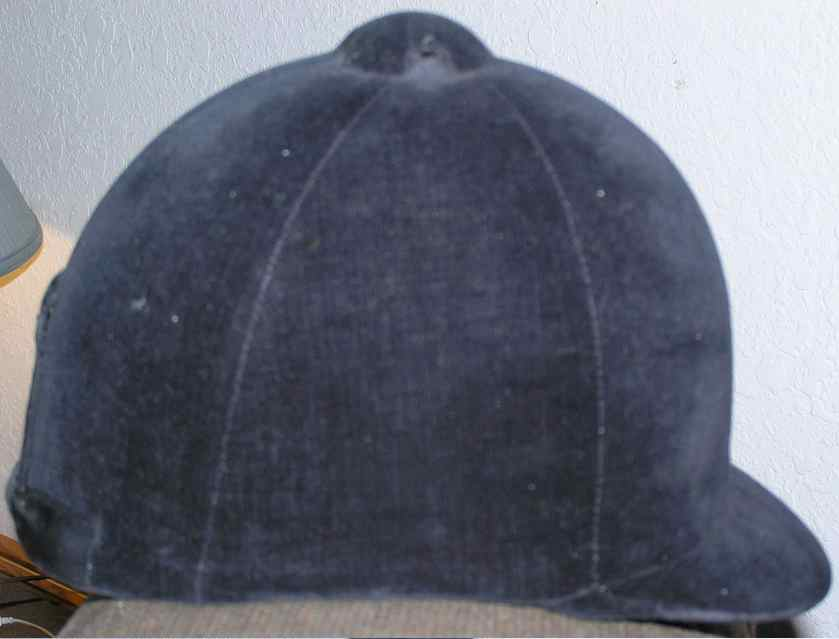
Bombe ancienne, sans attache, modèle qui n'est plus conforme aux normes de sécurité. Ce modèle continue d'être utilisé par les cavaliers de chasse à courre dans tous les pays ou la chasse est autorisée ou simulée.
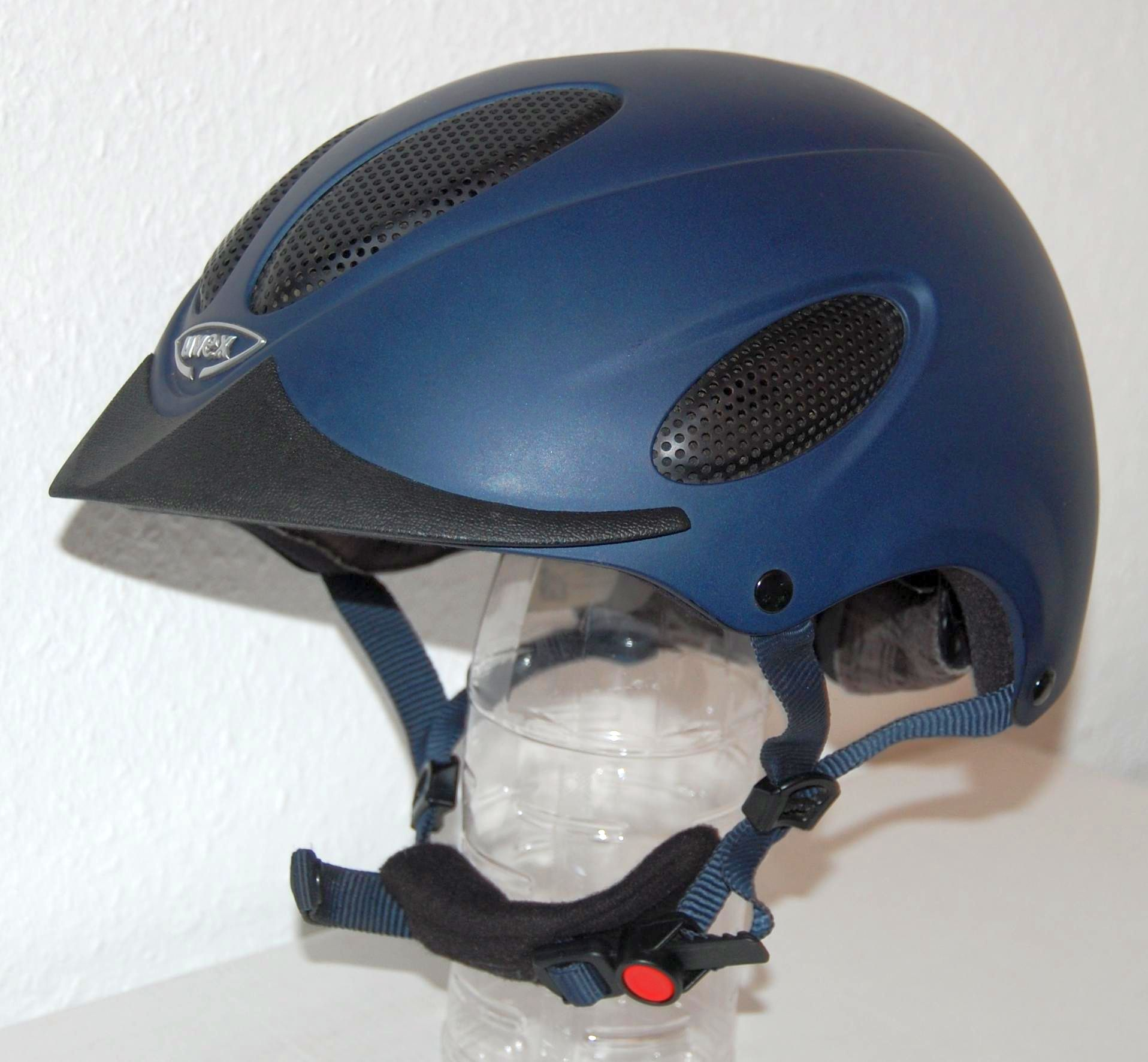
Casque d'équitation moderne, avec mentonnière, visière, aération, et trois points d'attache.
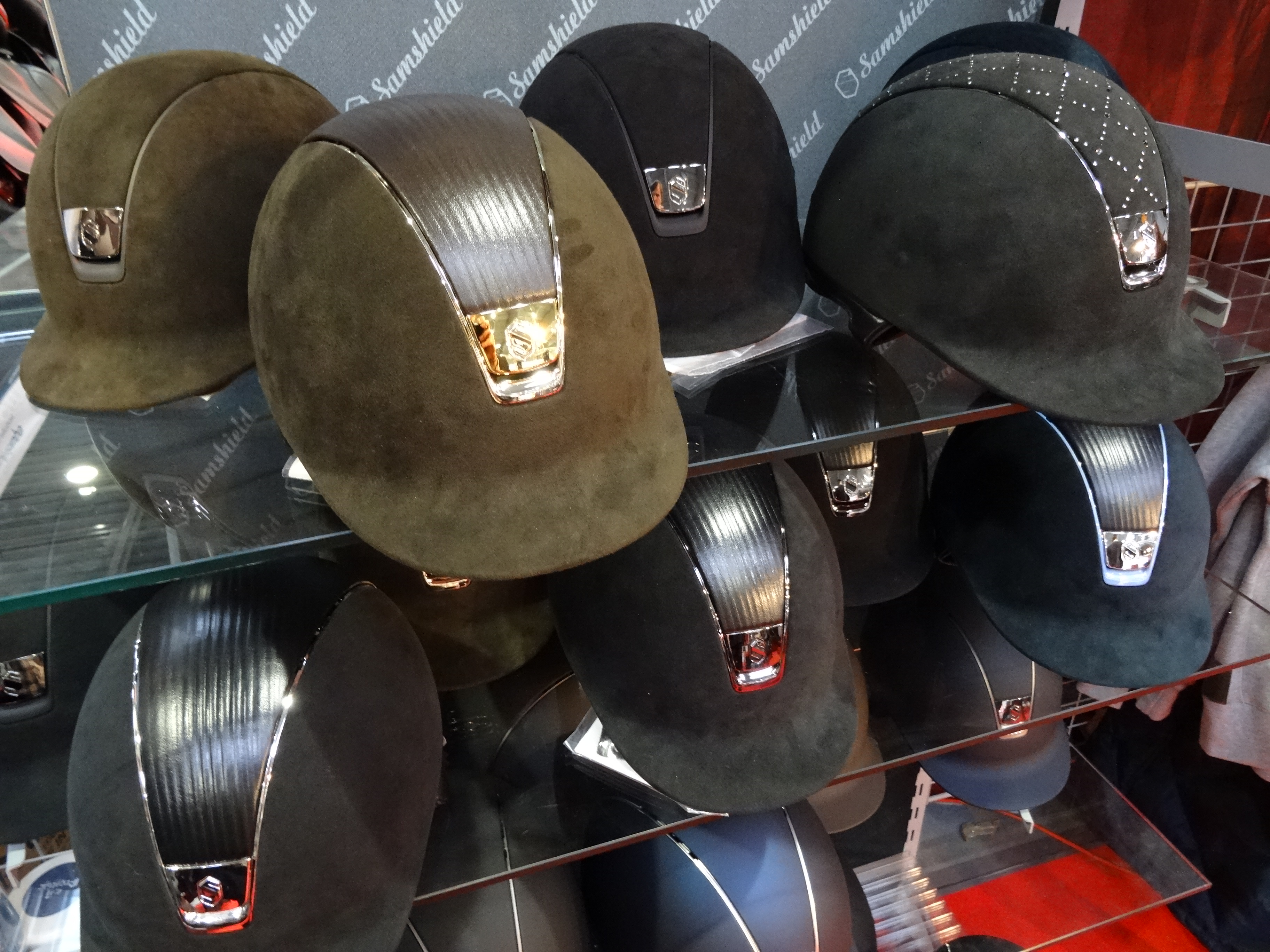
Bombes de couleurs variées sur les étagères d'un magasin.

Les standards de fabrication des États-Unis et de la Nouvelle-Zélande sont considérés comme plus fiables que ceux du Royaume-Uni : des tests indépendant menés en 2003 par la British Equestrian Trade Association ont démontré que les trois fabricants de bombes britanniques les plus connus commercialisent des produits qui échouent aux tests de protection en cas de chute. La pratique de l'équitation implique un risque de chute bien particulier. Pour cette raison, les casques conçus pour d'autres sports, tels que la moto et le vélo, ne sont pas appropriés. Les organismes d'homologation chargés de vérifier la sécurité offerte par le produit réalisent des tests communs à tous les casques de protection (hockey, vélo, moto, équitation…) tels que les lâcher sur une enclume plate depuis une hauteur d'1,80 m, sous différents angles et dans différentes direction. Toutefois, pour considérer le risque de coup bien particulier induit par l'équitation, ces organismes testent la résistance de la bombe sur une enclume avec un angle coupant, pour simuler l'impact d'un coup de pied de cheval.

## Histoire

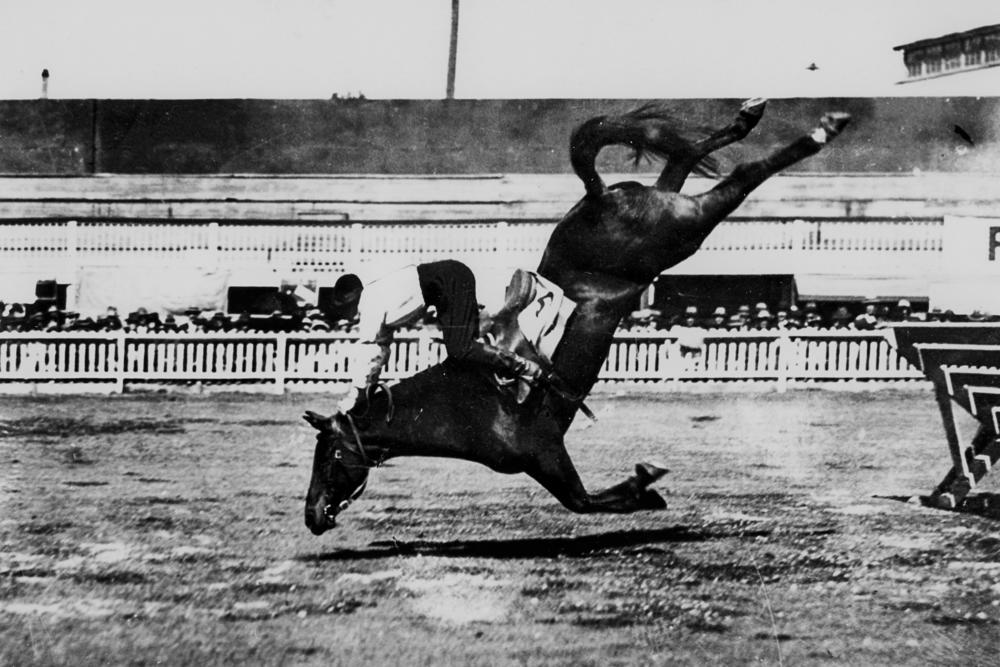
En cas de chute, la tête du cavalier peut être gravement exposée.

La bombe ou toque est d'origine anglaise, développée fin XVIIIe et XIXe siècles dans les courses de pur sang, pour les tenues traditionnelles des écuries royales et exceptionnellement à la chasse au renard. Dans les courses on parle encore de « toque de jockey » alors qu'il s'agit depuis longtemps d'un casque recouvert. Pendant longtemps l'étiquette pour les chasses imposait le port du haut de forme ou du chapeau melon, souvent assorti d'une attache de col arrière. Les poneys-clubs au XXe siècle ont imposé la bombe en velours non-renforcée. Aujourd'hui la bombe est considérée comme l'équipement de base nécessaire pour pratiquer l'équitation, avant même les bottes, la cravache et la culotte de cheval, en raison des risques induits par les chocs à la tête. Son port a donné naissance à l'expression de « look bombiste », décrivant l'apparence générale des cavaliers de la seconde moitié du XXe siècle (généralement attirés par les sports équestres) lorsqu'ils portent la bombe. Il y a cependant d'importantes différences culturelles en ce qui concerne son usage. Ainsi, aux États-Unis, la bombe n'est portée que par moins d'un cavalier sur 8. 

## Droit
La Fédération équestre internationale impose à ses compétiteurs, provenant de différents pays, de porter une bombe ou un casque certifié conforme à la norme européenne (EN), britannique (PAS), nord-américaine (ASTM) ou australienne et néo-zélandaise.
Selon Manuel Carius (Le Droit du cheval et de l'équitation), en France, un centre équestre qui enseigne l'équitation à des débutants est tenu de leur imposer le port de la bombe homologuée, faute de quoi, en cas d'accident, sa responsabilité pénale peut être engagée. L'établissement est aussi tenu de faire porter les équipements de sécurité nécessaires à ses salariés, c'est-à-dire une bombe conforme aux normes européennes.
De nombreux cavaliers refusent de porter la bombe en raison de son apparence peu attrayante, lui préférant une casquette à visière, un chapeau de chasse, un chapeau de cow-boy ou autre, qui n'offre que peu voire aucune protection en cas de chute. Généralement, les compagnies d'assurance requièrent l'usage de la bombe pour rembourser les frais de santé en cas d'accident.